# Challis
Challis is een plaats (city) in de Amerikaanse staat Idaho, en valt bestuurlijk gezien onder Custer County.

## Demografie
Bij de volkstelling in 2000 werd het aantal inwoners vastgesteld op 909.
In 2006 is het aantal inwoners door het United States Census Bureau geschat op 873, een daling van 36 (-4,0%).

## Geografie
Volgens het United States Census Bureau beslaat de plaats een oppervlakte van
4,7 km², waarvan 4,6 km² land en 0,1 km² water. Challis ligt op ongeveer 1601 m boven zeeniveau.

## Plaatsen in de nabije omgeving
De onderstaande figuur toont nabijgelegen plaatsen in een straal van 80 km rond Challis.